# Гданська архідієцезія
54°24′40″ пн. ш. 18°33′32″ сх. д. / 54.411° пн. ш. 18.5589° сх. д.
Гданська архідієцезія (пол. Archidiecezja gdańska) — одна з 14 архідієцезій католицької церкви в Польщі. Створена 1925 року папою Пієм XI, 1992 отримала статус архідієцезії. Охоплює територію в 2 500 км² і налічує понад 900 тисяч вірних.
Катедральним собором архідієцезії є Базиліка Святої Трійці, Пресвятої Богородиці та святого Бернара в Ґданську-Оліві.